# Кубок шотландської ліги з футболу 2000—2001
Кубок шотландської ліги 2000–2001 — 55-й розіграш Кубка шотландської ліги. Змагання проводиться за системою «плей-оф», де і визначають переможця. Переможцем вдруге поспіль став Селтік.

## Календар
| Раунд        | Дата                         | Матчі | Клуби   |
| ------------ | ---------------------------- | ----- | ------- |
| Перший раунд | 8-9 серпня 2000              | 14    | 42 → 28 |
| Другий раунд | 22-23 серпня 2000            | 12    | 28 → 16 |
| 1/8 фіналу   | 5-6 вересня 2000             | 8     | 16 → 8  |
| 1/4 фіналу   | 31 жовтня - 1 листопада 2000 | 4     | 8 → 4   |
| 1/2 фіналу   | 6-7 лютого 2001              | 2     | 4 → 2   |
| Фінал        | 18 березня 2001              | 1     | 2 → 1   |

## Перший раунд
| Команда 1            | Рахунок      | Команда 2                     |
| -------------------- | ------------ | ----------------------------- |
| 8 серпня 2000        |              |                               |
| Арброт (3)           | 2:0          | Бріхін Сіті (4)               |
| Клайд (2)            | 5:1          | Грінок Мортон (2)             |
| Клайдбанк (3)        | 0:2          | Аллоа Атлетік (2)             |
| Ковденбіт (4)        | 3:0          | Елгін Сіті (4)                |
| Іст Файф (4)         | 1:2          | Рейт Роверз (2)               |
| Іст Стерлінгшир (4)  | 2:1          | Гамільтон Академікал (4)      |
| Монтроз (4)          | 1:0          | Бервік Рейнджерс (3)          |
| Партік Тісл (3)      | 1:2 дч       | Ейрдріоніанс (2)              |
| Пітергед (4)         | 2:3          | Інвернесс Каледоніан Тісл (2) |
| Квін оф зе Саут (3)  | 2:1          | Форфар Атлетік (3)            |
| Квінз Парк (3)       | 2:0          | Странрар (3)                  |
| Росс Каунті (2)      | 1:0          | Альбіон Роверз (4)            |
| Стерлінг Альбіон (3) | 0:1          | Стенхаузмур (3)               |
| 9 серпня 2000        |              |                               |
| Дамбартон (4)        | 0:0 пен. 5:4 | Ейр Юнайтед (2)               |

## Другий раунд
| Команда 1                     | Рахунок | Команда 2           |
| ----------------------------- | ------- | ------------------- |
| 22 серпня 2000                |         |                     |
| Сент-Джонстон                 | 3:1     | Ковденбіт (4)       |
| Клайд (2)                     | 1:2 дч  | Кілмарнок           |
| Росс Каунті (2)               | 1:3 дч  | Сент-Міррен         |
| Рейт Роверз (2)               | 2:1     | Арброт (3)          |
| Квінз Парк (3)                | 0:3     | Мотервелл           |
| Інвернесс Каледоніан Тісл (2) | 0:2     | Ейрдріоніанс (2)    |
| Аллоа Атлетік (2)             | 0:3     | Данді Юнайтед       |
| Фолкерк (2)                   | 3:1     | Квін оф зе Саут (3) |
| Стенхаузмур (3)               | 1:2     | Гіберніан           |
| Данфермлін Атлетік            | 1:0     | Іст Стерлінгшир (4) |
| Дамбартон (4)                 | 0:4     | Лівінгстон (2)      |
| 23 серпня 2000                |         |                     |
| Данді                         | 3:0     | Монтроз (4)         |

## 1/8 фіналу
| Команда 1          | Рахунок      | Команда 2         |
| ------------------ | ------------ | ----------------- |
| 5 вересня 2000     |              |                   |
| Данді Юнайтед      | 0:0 пен. 4:3 | Ейрдріоніанс (2)  |
| Сент-Міррен        | 3:0          | Данді             |
| Селтік             | 4:0          | Рейт Роверз (2)   |
| Сент-Джонстон      | 0:1          | Кілмарнок         |
| 6 вересня 2000     |              |                   |
| Данфермлін Атлетік | 2:0          | Мотервелл         |
| Лівінгстон (2)     | 0:2          | Гарт оф Мідлотіан |
| Рейнджерс          | 4:0          | Абердин           |
| Фолкерк (2)        | 1:2 дч       | Гіберніан         |

## 1/4 фіналу
| Команда 1         | Рахунок | Команда 2          |
| ----------------- | ------- | ------------------ |
| 31 жовтня 2000    |         |                    |
| Кілмарнок         | 2:1     | Гіберніан          |
| Рейнджерс         | 2:0     | Данді Юнайтед      |
| Сент-Міррен       | 2:1     | Данфермлін Атлетік |
| 1 листопада 2000  |         |                    |
| Гарт оф Мідлотіан | 2:5 дч  | Селтік             |

## 1/2 фіналу
| Команда 1     | Рахунок | Команда 2 |
| ------------- | ------- | --------- |
| 6 лютого 2001 |         |           |
| Сент-Міррен   | 0:3     | Кілмарнок |
| 7 лютого 2001 |         |           |
| Селтік        | 3:1     | Рейнджерс |

## Фінал
| 18 березня 2001 |

| Селтік                | 3:0      | Кілмарнок |
| --------------------- | -------- | --------- |
| Ларссон 47', 74', 81' | Протокол |           |

| Гемпден-Парк, Глазго Глядачів: 48 830 Арбітр: Г'ю Даллас |